# 149528 Simónrodríguez
(149528) Simónrodríguez, denumire internațională (149528) Simonrodriguez, este un asteroid din centura principală de asteroizi.

## Descriere
149528 Simónrodríguez este un asteroid din centura principală de asteroizi. A fost descoperit pe 24 martie 2003 la Mérida de Ignacio Ramón Ferrín Vázquez și Carlos Leal (astronom). Asteroidul prezintă o orbită caracterizată de o semiaxă mare de 3,13 ua, o excentricitate de 0,20 și o înclinație de 18,2° în raport cu ecliptica.